# Kinas herrlandslag i bandy
Kinas herrlandslag i bandy representerar Kina i bandy på herrsidan. Det nationella förbundet planerade att sända ett lag till Asiatiska vinterspelen i Astana-Almaty 2011 . Det infriades dock inte. Man hade för avsikt att ställa upp i det första Asiatiska mästerskapet i bandy som skulle spelas i december 2012 på Medeo. Det mästerskapet blev dock inte av.
Däremot debuterade man i VM 2015. Uppvisningdebuten spelades i Chengde under deras vintersportfestival och första vänskapsmatchen mot ett annat landslag var mot Japan i Chabarovsk dagen före VM-debuten. VM-debuten förlorades mot Mongoliet med 3-2.

## VM 2015
Truppen till Bandy-VM i Chabarovsk 2015
- Förbundskapten:  Hans Elis Johansson

| Målvakt |

| Pos. | Ålder           | Namn         | Klubb                   |
| ---- | --------------- | ------------ | ----------------------- |
| Mv   | 21 juni 1972    | Geng Yi      | Kina                    |
| Mv   | 15 augusti 1997 | Zhou Tongzhe | Harbin Sport University |

| Utespelare |

| Pos. | Ålder             | Namn          | Klubb                   |
| ---- | ----------------- | ------------- | ----------------------- |
| F    | 15 april 1968     | Wang Xue Feng | Harbin Sport University |
| F    | 12 november 1999  | Daniel Zhang  | GötaTraneberg IK        |
| F    | 22 december 1965  | Guo Ping      | China National          |
| F    | 6 juli 1969       | Liu Feng      | China National          |
| F    | 3 augusti 1970    | Cao Gang      | China National          |
| F    | 18 februari 1995  | Wang Zhuowei  | Harbin Sport University |
| Mf   | 16 februari 1975  | Yin Bin       | Harbin Sport University |
| Mf   | 14 september 1964 | Gao Chunlin   | Harbin Sport University |
| Mf   | 5 januari 1974    | Zhang lijun   | China National          |
| Mf   | 12 februari 1972  | Cui Jian      | China National          |
| Mf   | 20 januari 1969   | Huang Fulong  | China National          |
| Mf   | 5 februari 1973   | Liu Qiang     | China National          |
| Mf   | 23 februari 1982  | Liu Wubin     | China National          |
| Mf   | 1 april 1995      | Jiang Hao     | Harbin Sport University |
| A    | 5 december 1984   | Johan Chang   | FoC Farsta              |
| A    | 9 juli 1971       | Cao Jian      | Jiamusi University      |
| A    | 15 juli 1974      | Qi Yutao      | China National          |
| A    | 1 december 1992   | Bai Hunven    | Harbin Sport University |